# Drets del col·lectiu LGBT a Akrotiri i Dekélia

Situació d'Akrotiri i Dekélia

Les persones lesbianes, gais, bisexuals i transsexuals (LGBT) del Territori Britànic d'Ultramar d'Akrotiri i Dekélia gaudeixen de la majoria dels mateixos drets dels residents que no són del col·lectiu LGBT.
Pel fet que Akrotiri i Dekélia és una base militar sobirana, la situació dels drets dels homosexuals, lesbianes, bisexuals i transsexuals en unes certes àrees és ambigua i poc clara. El matrimoni entre persones del mateix sexe és legal en el territori des de juny de 2014, en virtut de l'Overseas Marriage (Armed Forces) Order 2014, però només per al personal militar britànic. En la majoria dels casos, les lleis d'Akrotiri i Dekélia i del Regne Unit no s'apliquen als aproximadament 7.700 civils xipriotes. Akrotiri i Dekélia expedeix certificats de naixement i de defunció a residents civils, per exemple, però només expedeix certificats de matrimoni al personal militar i els seus dependents.

## Llei relativa a l'activitat sexual entre persones del mateix sexe
L'activitat sexual entre persones del mateix sexe es va legalitzar a Akrotiri i Dekélia en 2000, en virtut de Criminal Code (Amendment) Ordinance 2000. En 2003, es va igualar l'edat de consentiment per a les activitats sexuals entre persones del mateix sexe.

## Reconeixement de les relacions entre persones del mateix sexe
El matrimoni entre persones del mateix sexe a Akrotiri i Dekélia és legal des del 3 de juny de 2014. Una ordenança per a legalitzar tals matrimonis va ser aprovada per l'Excel·lentíssima Majestat de la Reina en el Consell Privat del Regne Unit el 28 d'abril de 2014 i va entrar en vigor el 3 de juny. No obstant això, perquè una parella del mateix sexe es casi en el territori, almenys un dels membres ha de servir en les Forces Armades Britàniques i la seva sol·licitud de matrimoni ha de ser aprovada pel comandant de la base. La primera parella del mateix sexe que es va casar en el territori va ser el sergent Alastair Smith i Aaron Weston, que es van casar en la base militar britànica de Dekélia el 10 de setembre de 2016.
Les unions civils també són legals per a les parelles del mateix sexe, si almenys un dels membres de la parella presta servei en les Forces Armades Britàniques, des del 7 de desembre de 2005.
Les parelles civils del mateix sexe que viuen en el territori no poden contreure matrimoni, ja que es regeixen per les lleis de Xipre, que no reconeixen el matrimoni entre persones del mateix sexe. En 1960, quan la República de Xipre es va independitzar, el Regne Unit va declarar que les lleis aplicables a la població civil serien, en la mesura que sigui possible, les mateixes que les de Xipre. Al desembre de 2015, es van legalitzar a Xipre les unions civils tant per a parelles de diferent sexe com per a parelles del mateix sexe.

## Protecció contra la discriminació
El territori ha prohibit la discriminació basada en l'orientació sexual en la feina des del 1r de març de 2013.
Des del 1r de febrer de 2016, el Codi Penal local tipifica com a delicte la incitació a la violència o a l'odi per motius d'orientació sexual. El càstig va des de 3 anys de presó fins a una multa de 5.000 lliures esterlines

## Taula de resum
| Activitat sexual legal amb el mateix sexe                                                                    | (Des de 2000)                                   |
| Mateixa edat de consentiment                                                                                 | (Des de 2003)                                   |
| Lleis antidiscriminació a la feina                                                                           | (Des de 2013)                                   |
| Lleis antidiscriminació en la prestació de béns i serveis                                                    | No                                              |
| Lleis antidiscriminació en tots els altres àmbits (inclosa la discriminació indirecta, la incitació a l'odi) | (Des de 2016)                                   |
| Matrimoni del mateix sexe                                                                                    | (Des de 2014)                                   |
| Reconeixement de les parelles del mateix sexe                                                                | (Des de 2005)                                   |
| Adopció de fillastres per parelles del mateix sexe                                                           |                                                 |
| Adopció conjunta per parelles del mateix sexe                                                                |                                                 |
| Prestació de servei militar per gais i lesbianes                                                             | (Des de 2000)                                   |
| Dret legal a canviar de gènere                                                                               |                                                 |
| Accés a la fecundació in vitro per lesbianes                                                                 |                                                 |
| Teràpia de conversió prohibida als menors                                                                    |                                                 |
| Subrogació comercial per a parelles d'homes homosexuals                                                      | (Prohibit per a parelles del sexe oposat també) |
| Permís per donar sang als HSH                                                                                |                                                 |